# Edward Caird
Edward Caird FRSE (Greenock, 23 de març de 1835 − 1 de novembre de 1908) va ser un filòsof escocès. Fill de l'enginyer John Caird, propietari de Caird & Company, Edward va néixer a Greenock en Renfrewshire, i educat l'Acadèmia de Greenock i les Universitats de Glasgow i Oxford (BA 1863), on es va convertir en Tutor del Merton College. El 1866, va ser nomenat per la càtedra de Filosofia Moral a Glasgow, càrrec que va ocupar fins a 1893. En aquest any es va convertir en mestre del Balliol College, d'on es va retirar el 1907.